# 스테판 르폴
| 스테판 르 폴                                 | 스테판 르 폴                               |
| -------------------------------------------- | ------------------------------------------ |
|                                              |                                            |
| 르망 시장                                    |                                            |
| 재임자                                       |                                            |
| 2018년 6월 14일 취임                         |                                            |
| 선행                                         | 장클로드 불라르                            |
| 사 르트 제 4 선거구 국회의원                 |                                            |
| 재직 기간: 2017년 6월 18일 – 2018년 7월 11일 |                                            |
| 선행                                         | 실비 톨몬트                                |
| 다음에 의해 성공                             | 실비 톨몬트                                |
| 정부 대변인                                  |                                            |
| 재직 기간: 2014년 4월 2일 – 2017년 5월 17일  |                                            |
| 총리                                         | 마누엘 발스 베르나르 카즈누브              |
| 선행                                         | 나자트 발라우드-벨카쳄                     |
| 다음에 의해 성공                             | 크리스토프 카스타네르                      |
| 농림축산식품부장관                           |                                            |
| 재직 기간: 2012년 5월 16일 – 2017년 5월 17일 |                                            |
| 총리                                         | 장 마크 에로 마누엘 발스 베르나르 카즈뇌브 |
| 선행                                         | 브루노 르 마이어                           |
| 다음에 의해 성공                             | 자크 메자르                                |
| 유럽의회 의원                                |                                            |
| 재직 기간: 2004년 7월 20일 – 2012년 5월 15일 |                                            |
| 후원자                                       | 서부 프랑스                                |
| 개인정보                                     |                                            |
| 출생                                         | 1960년 2월 3일 ( 63세) 프랑스 르망         |
| 정당                                         | 사회주의당                                 |
| 배우자                                       | 마리엘렌 부르다이                          |
| 자녀                                         | 1                                          |
| 모교                                         | 낭트대학교                                 |

스테판 르 폴(1960년 2월 3일 ~ )은 2018년부터 르망 시장을 맡고 있는 프랑스 정치인이다. 사회당 소속인 그는 2012년부터 2017년까지 프랑수아 올랑드 대통령 밑에서 농업부 장관을 역임하였다.

## 정치 경력

### 유럽의회 의원, 2004-2012
르 폴은 2017년 국회의원으로 재선되었다. 그는 2018년 오베르빌리에 의회에서 사회당 지도부를 대표했지만 실패했다.
의회에서 르 폴은 농업 및 농촌 개발 위원회의 위원이었다. 2010년부터 2012년까지 그는 2013년 이후 지속 가능한 유럽 연합을 위한 정책 과제 및 예산 자원에 관한 특별 위원회에서도 활동했다 위원회 임무 외에도 그는 팔레스타인 입법위원회와의 관계를 담당하는 의회 대표단의 일원이었다.
르 폴은 2012년까지 프랑스 정부에 임명되었다.

### 농림부 장관, 2012~2017
르 폴(Le Foll)은 2012년 입법 선거에서 국회의원 후보로 성공적으로 출마했으나 농무부 장관직을 맡기 위해 사임했고. 그 뒤는 동료 당원인 Sylvie Tolmont가 맡았다.
프랑수아 올랑드가 임명한 모든 정부의 농업부 장관인 르 폴은 공동 농업 정책 개혁을 담당했다. 그는 또한 "프랑스의 농촌 지역 재사회화"에 중점을 두었다. 2014년에 그는 Najat Vallaud-Belkacem을 대신하여 Manuel Valls 총리의 정부 대변인으로 임명되어 엘리제 궁전에서 주간 언론 브리핑을 진행했다. 특히 르 폴은 낮은 가격과 높은 비용에 직면한 육류 및 유제품 생산 업체의 항의에 대응하여 2015년에 자신의 사역에서 총 가치가 6억 유로(6억 5500만 달러)에 달하는 축산 농가를 위한 일련의 재정 지원 조치를 발표했다. 2016년 그는 돼지고기와 우유 가격 폭락에 항의하는 축산 농가와 조류 독감 확산으로 생산량이 동결되는 가금류 농가를 돕기 위한 2억9천만 유로(3억1400만 달러)의 계획을 발표했다.
2016년 르 폴은 1836년 농무부 장관이 설립된 이래 가장 오랫동안 농무부 장관을 역임한 사람이 되었다.

### 르망 시장, 2018년-현재
르망(Le Mans) 에서 태어난 르 폴(Le Foll)은 2004년 유럽 사회주의당 (European Socialists Party)의 일부인 사회당(Socialist Party)의 유럽 의회 의원으로 선출되었다.
2018년, 장 클로드 불라드(Jean-Claude Boulard)가 사망한 후, 르 폴이 르망 시장이 되었다. 그는 그의 전임자인 의회의 톨몽(Tolmont)에 의해 계승되었다. 2021년 10월, 그는 2022년 프랑스 대통령 선거 사회주의 예비선거에서 안 이달고에게 패했다.